# Joe Mitty
Joseph Sidney Mitty (Islington, Londres; 7 de mayo de 1919-30 de septiembre de 2007) fue un empresario británico, fundador de las tiendas benéficas de Oxfam.

## Biografía
En la Segunda Guerra Mundial fue el responsable de las cuentas de la organización humanitaria y el encargado de distribuir la ropa usada para los civiles afectados por la guerra. Gracias a esto descubrió que la lucha «contra la pobreza» podría ser un gran negocio, cumpliéndose aquella máxima de la industria textil que afirma «viste al pobre, que te harás rico».
En 1949 abrió su primera tienda de Oxfam. En un principio trabajó en ella junto con otros voluntarios sin cobrar y más tarde se convirtió en el primer empleado con sueldo. En 1971 consiguió generar más de un millón de libras de beneficio. En 2000 ya tenía más de mil «tiendas de caridad» y miles de voluntarios trabajando para él.
Se casó con Dorothy White en 1942, quedándose viudo en 1995. Tuvo dos hijos y uno de ellos se hizo cargo del legado de su padre.